# Aneurobracon
Aneurobracon es un género de himenópteros apócritos de los bracónidos. Contiene 5 especies. Se encuentra en Liberia

## Especies
- Aneurobracon annulipes van Achterberg 1990;
- Aneurobracon bequaerti Brues 1930;
- Aneurobracon notaulicus van Achterberg 1990;
- Aneurobracon philippinensis (Muesebeck 1932);
- Aneurobracon samoanus Fullaway 1941.